# Hoa hậu Hoàn cầu 2018
Hoa hậu Hoàn cầu 2018 (The Miss Globe) là cuộc thi Hoa hậu Hoàn cầu lần thứ 94 được tổ chức tại Tirana, Albania vào ngày 21 tháng 10 năm 2018. Hoa hậu Hoàn cầu 2017 - Đỗ Trần Khánh Ngân đến từ Việt Nam đã trao lại vương miện cho người kế nhiệm, cô Yu Yizhou đến từ Trung Quốc.

## Kết quả
| Kết quả               | Thí sinh |
| --------------------- | --- |
| Hoa hậu Hoàn cầu 2018 | - Trung Quốc - Yu Yizhou |
| Á hậu 1               | - Australia - Montana Lynette Farrah-Seaton |
| Á hậu 2               | - Turkey - Perihan Koz |
| Á hậu 3               | - Ý - Rosa Fariello |
| Á hậu 4               | - Albania - Alba Bajrami |
| Top 15                | - Brazil - Vanessa Thais Domingues Crippa - Canada - Shayna Canfield - Estonia - Veronika Sinkevits - Pháp - Laurène Gildas Via - Myanmar - Myat Eaindray Htet - Philippines - Michele Theresa Imperial Gumabao - Bồ Đào Nha - Alexandra Garcês - Romania - Ana-Maria Pascu - Nga - Valeriya Viktorovna Maximova - Việt Nam - Huỳnh Thị Yến Nhi |

## Các giải thưởng đặc biệt
| Giải thưởng           | Thí sinh                                         |
| --------------------- | ------------------------------------------------ |
| Miss Friendship       | - Tây Ban Nha - Paula González Falcón            |
| Miss Photogenic       | - Ba Lan - Natalia Roczniak                      |
| Best National Costume | - Ấn Độ - Jasmeet Kaur Arneja                    |
| Miss Golden Girl      | - Latvia - Valērija Mickēviča                    |
| Miss Tourism Globe    | - Tây Ban Nha - Paula González Falcón            |
| Miss Dream Girl       | - Philippines - Michele Theresa Imperial Gumabao |
| Miss Elegance         | - Tatarstan - Yekaterina Sergeyevna Grudtsova    |
| Miss Passion          | - Mexico - Paola Sofía Tanguma Villarreal        |
| Miss Bikini           | - Albania - Alba Bajrami                         |
| Miss Talent           | - Pháp - Laurène Gildas Via                      |
| Miss Social Media     | - Philippines - Michele Theresa Imperial Gumabao |

## Thí sinh tham gia
Cuộc thi có tổng cộng 45 thí sinh tham gia:
| Quốc gia/Vùng lãnh thổ | Thí sinh                         |
| ---------------------- | -------------------------------- |
| Albania                | Alba Bajrami                     |
| Armenia                | Liza Gazyan                      |
| Úc                     | Montana Lynette Farrah-Seaton    |
| Belarus                | Serafima Maksimovna Lapanik      |
| Bosnia & Herzegovina   | Katerina Nicovska                |
| Brazil                 | Vanessa Thais Domingues Crippa   |
| Bulgaria               | Jovana Sarafimova                |
| Canada                 | Shayna Canfield                  |
| Trung Quốc             | Yu Yizhou                        |
| Colombia               | Valentina Sánchez Cifuentes      |
| Cộng hòa Séc           | Veronika Jelincova               |
| Anh                    | Amber Jade Smith                 |
| Estonia                | Veronika Sinkevits               |
| Pháp                   | Laurène Gildas Via               |
| Hồng Kông              | La Chu                           |
| Ấn Độ                  | Jasmeet Kaur Arneja              |
| Ý                      | Rosa Fariello                    |
| Jamaica                | Natacha Ashman                   |
| Hàn Quốc               | Jung Ji-kyo                      |
| Latvia                 | Valērija Mickēviča               |
| Lebanon                | Chanel El Amil                   |
| Macedonia              | Anastasija Lazoroska             |
| Malaysia               | Lee Xuan Chan                    |
| Mexico                 | Paola Sofía Tanguma Villarreal   |
| Moldova                | Daria Cocier                     |
| Montenegro             | Tijana Ćetković                  |
| Myanmar                | Myat Eaindray Htet               |
| Hà Lan                 | Dyonne Starmans                  |
| Nigeria                | Christabel Oyindoubra Wilson     |
| Pakistan               | Madeeha Naseer                   |
| Philippines            | Michele Theresa Imperial Gumabao |
| Ba Lan                 | Natalia Roczniak                 |
| Bồ Đào Nha             | Alexandra Garcês                 |
| Puerto Rico            | Lilliriel Rivera Rodríguez       |
| Romania                | Ana-Maria Pascu                  |
| Nga                    | Valeriya Viktorovna Maximova     |
| Slovenia               | Bisera Cuculova                  |
| Nam Phi                | Ancharne Pretorius               |
| Tây Ban Nha            | Paula González Falcón            |
| Thụy Điển              | Jessica Kristin Johansson        |
| Tatarstan              | Yekaterina Sergeyevna Grudtsova  |
| Thái Lan               | Jirachaya Sukinta                |
| Thổ Nhĩ Kỳ             | Perihan Koz                      |
| Ukraine                | Kseniya Sergiivna Horbenko       |
| Việt Nam               | Huỳnh Thị Yến Nhi                |

## Chú ý

### Lần đầu tham gia
- Myanmar
- Puerto Rico

### Trở lại
- Lần cuối tham gia vào năm 2011:
  -  Pakistan
- Lần cuối tham gia vào năm 2012:
  -  Liban
- Lần cuối tham gia vào năm 2013:
  -  Latvia
- Lần cuối tham gia vào năm 2014:
  -  Belarus
- Lần cuối tham gia vào năm 2015:
  -  Hồng Kông
  -  Tây Ban Nha
- Lần cuối tham gia vào năm 2016:
  -  Úc
  -  Bosna và Hercegovina
  -  Anh
  -  Slovenia

### Bỏ cuộc
- Algeria
- Cabo Verde
- Đan Mạch
- Gambia
- Đức
- Ghana
- Hy Lạp
- Hungary
- Iceland
- Nhật Bản
- Kosovo
- Litva
- Luxembourg
- Namibia
- Nicaragua
- San Marino
- Senegal
- Serbia
- Siberia
- Hoa Kỳ